# How Do U Want It
How Do U Want It – singel amerykańskiego rapera 2Paca promujący jego album pt. All Eyez on Me z roku 1996. Gościnnie występuje duet K-Ci & JoJo. Do utworu powstał teledysk. Zawiera sample pochodzące z utworu „Body Heat” muzyka Quincy Jonesa i „Up Around My Way” Briana McKnighta.

## Lista utworów
1. „How Do U Want It” (LP Version)
2. „California Love” (Long Radio Edit)
3. „2 of Amerikaz Most Wanted” (LP Version)
4. „Hit ’Em Up”

## Notowania
| Notowania (1996–1997)                           | Najwyższa pozycja |
| ----------------------------------------------- | ----------------- |
| Australian Charts                               | 24                |
| Deutsch Charts                                  | 74                |
| Finnish Charts                                  | 19                |
| French Charts                                   | 35                |
| New Zealand Charts                              | 2                 |
| Swedish Charts                                  | 33                |
| Switzerland Chart                               | 37                |
| UK Singles Chart                                | 17                |
| U.S. Billboard Hot 100                          | 1                 |
| U.S. Billboard Hot R&B/Hip-Hop Singles & Tracks | 1                 |
| U.S. Billboard Hot Rap Singles                  | 1                 |

## Certyfikaty i sprzedaż
| Kraj                     | Certyfikat         | Sprzedaż   |
| ------------------------ | ------------------ | ---------- |
| Australia (ARIA)         | złota płyta        | 35 000+    |
| Nowa Zelandia (RMNZ)     | złota płyta        | 5 000+     |
| Stany Zjednoczone (RIAA) | 2x platynowa płyta | 2 000 000+ |
| Wielka Brytania (BPI)    | srebrna płyta      | 200 000+   |